# Luci Aureli Orestes (cònsol 126 aC)
Luci Aureli Orestes (Lucius Aurelius L.F. L. N. Orestes) va ser un magistrat romà fill de Lucius Aurelius L.F. L. N. Orestes.
Va ser cònsol el 126 aC juntament amb Marc Emili Lèpid. El Senat el va enviar a Sardenya (Sardinia) per sotmetre als habitants de l'illa que s'havien revoltat contra Roma com ja havien fet altres vegades anteriorment. Durant tres anys Orestes va estar-se a la província fins que va aconseguir dominar la revolta. A la tornada, l'Any 122 aC, va celebrar un triomf. A l'illa va tenir com a qüestor a Gai Grac que per la seva actuació destacada va ser alliberat de les obligacions del càrrec. També va servir amb Orestes el que fou posteriorment cònsol Marc Emili Escaure. Luci Aureli Orestes, juntament amb el seu germà Gai Aureli Orestes, és mencionat per Ciceró en el seu tractat Brutus, sobre l'eloqüència.